# Breitenau (Stelzenberg)
Breitenau ist ein Weiler, der zur Ortsgemeinde Stelzenberg gehört.

## Lage
Breitenau liegt innerhalb des Pfälzerwald im Nordwesten des Gemeindegebiets weit abseits des Kernortes in unmittelbarer Nähe des Gemarkungsdreiecks zu Kaiserslautern und Krickenbach. Westlich und nördlich fließt der Aschbach vorbei, der etwas weiter südwestlich von rechts den Hoheneckermühlbach aufnimmt.
Weiter nordwestlich – bereits jenseits der Gemarkung von Stelzenberg – befindet sich der Gelterswoog und weiter nordöstlich der zum Kaiserslauterer Stadtteil Hohenecken gehörende Weiler Espensteig.

## Kultur
Mit einer Hofanlage auf der ersten Hälfte des 19. Jahrhunderts befindet sich vor Ort ein denkmalgeschütztes Objekt.

## Verkehr
An seinem westlichen Siedlungsrand verläuft die Landesstraße 502, die eine Verbindung mit Kaiserslautern und der Bundesstraße 270 herstellt. Eine direkte Straßenverbindung zum Stelzenberger Kernort existiert nicht.

## Tourismus
Durch den Ort verlaufen der Fernwanderweg Franken-Hessen-Kurpfalz und die Nordroute der Pfälzer Jakobswege.